# Добруджанско деспотство
Добруджанското деспотство (наричано още Добруджанско княжество, Добруджански архонат, а също неправилно Карвунско деспотство, Карвунско княжество) е българска държава на територията на съвременна Добруджа, съществувала през 14 век – началото на 15 век.
Летописецът Ханс Шилтбергер писал, че в края на 14 век били: три страни, всички които се наричали България. Той смятал, че вместо една държава съществували Търновското царство, Видинското царство и Добруджанското княжество и всяко претендирало да е Българското царство.

## Образуване на Добруджанското деспотство
Слабостта на централната власт в Българското царство през 14 век довежда до загуба на редица територии, а някои местни феодали фактически скъсват подчинените си отношения спрямо царя. В средата на века това се случва и с Карвунската област (Добруджа), която българският болярин Балик, с помощта на братята си Теодор и Добротица, превръща в независимо феодално владение с главен град Карвуна (Балчик).
В историческата наука съществува предположение, че владетелите на Добруджанското деспотство са родственици на българския царски род Тертеровци. Като доводи се посочват имената на Балик (което може би е от кумански произход) и на втория син на Добротица, Тертер.
В средата на 14 век във Византия се води гражданска война между настойничеството на малолетния император Йоан V Палеолог и узурпатора Йоан Кантакузин, в която са въвлечени и мнозина балкански владетели. В 1346 г. Балик изпраща отряд от 1000 души под командването на братята си Добротица и Теодор в помощ на Йоан V. Добротица е поставен за стратег от настойниците на Йоан V, но в битката при Селимврия претърпява тежко поражение. По-късно регентството го назначава за управител на град Мидия. След смъртта на Балик в 1366 г., негов наследник като управител на деспотството е брат му Добротица, а столицата е преместена в Калиакра. Добротица е женен за дъщерята на регента дук Алексий Апокавк. Когато Йоан Кантакузин влиза в Константинопол и се провъзгласява за император, Добротица отказва да признае властта му и в отговор през 1347 година Кантакузин предприема поход срещу Мидия и го превзема. Победеният Добротица минава на негова страна.

## Управление на деспот Добротица
Предполага се, че около 1366 г. Балик умира и властта поема Добротица. Той се появява в историческите извори като владетел на Добруджанското деспотство във връзка с коалицията, организирана от цар Иван Александър за освобождаване на Видин и областта му от унгарска власт. Заедно с влашкия войвода Владислав Влайко Добротица участва в боевете срещу унгарците, а след това и в преговорите между Иван Александър и унгарския крал. Навярно след връщането на Видин под българска власт в 1369 г. Добротица се утвърждава окончателно като господар на Добруджа и получава от българския цар крепостите Варна, Емона и Козяк като отплата за помощта си.
Добротица мести столицата от Карвуна в непристъпната крепост Калиакра, разположена на едноименния нос. Започва да сече свои монети в знак на пълната си независимост.
Всички важни твърдини на деспотството се намират на черноморското крайбрежие, което обяснява развитието на морската търговия и корабостроенето. По море са изнасяни най-вече зърнени храни, които се отглеждат в голямо количество в Добруджа, вносът се състои от платове, благовония, подправки, предмети на разкоша.
Създавайки собствен малък флот, деспот Добротица се превръща в конкурент на Генуезката република, която има претенции за монопол в черноморската търговия. Около 1360 г. съперничеството прераства във военен конфликт, който продължава и при наследника на Добротица Иванко. Генуезките пирати извършват множество нападения срещу крайбрежните селища на деспотството. Чрез малък, но добре организиран флот, Добротица се старае да отблъсква атаките им. С вечния съперник на Генуа – Венецианската република, деспотът поддържа съюзни отношения.
На север Добротица достига до делтата на Дунав, завземайки пристанищната крепост Килия. Негово владение е и Констанция (Кюстенджа). Първоначално Добротица се въвлича във война и със съседа си Михаил Палеолог, господар на Загорското деспотство, но впоследствие двамата сключват мир, скрепен с брак между дъщерята на Добротица и сина на Михаил Палеолог (1374). Съюзът на двамата деспоти е насочен срещу Трапезунд, като целта е да се наложи Михаил за император на отцепилата се от Византия област. Походът им по море през 1378 г. не завършва с успех.

## Управление на княз Иванко
След смъртта на Добротица (около 1385 г.) властта преминава в ръцете на сина му Иванко. Изглежда отношенията между Добруджанското княжество и Загорското деспотство се влошават и се стигна до конфликт, при който Михаил Палеолог е убит в крепостта Тристрия от брата на Иванко Тертер.
Войната с генуезците приключва с подписването на договор, предвиждащ създаването на генуезка търговска колония на територията на деспотството и българска колония в Генуа. В текста на договора подробно се изброяват правата на генуезците, като на практика им се дава самоуправление в колонията, както и възможност да напуснат Добруджанското княжество с цялото си имущество в случай на нов военен конфликт между двете страни. Споразумението е подписано в Пера (колония на Генуа в Константинопол) от Съвета на старейшините и двама представители на дожа на Генуа и болярите Коста и Йолпани, пратеници на княз Иванко, на 27 май 1387 г. На генуазците се дава право да притежават поземлена собственост, а добруджанският владетел се задължава да предостави на консула на Генуа „(...) удобно, подходящо и необходимо землище, на което може да построи влагалища и църкви (..)“. Това всъщност представлява изключение от всеобщото за България през Средновековието правило, че чужденците са неправоспособни, като им се предоставят ограничени вещни права.
Отношенията на Добруджанското деспотство с Търновското царство са нееднозначни, за което свидетелства фактът, че вероятно под натиска на деспота духовенството в княжеството от Българската Търновска патриаршия преминава на подчинение към Цариградската. За да демонстрира пълната си независимост, деспот Иванко сече собствени сребърни и бронзови монети.
През 1387 г. османските турци предприемат поход срещу цар Иван Шишман, който отказал да изпълни васалните си задължения и да прати помощни войски на султан Мурад I. В ръцете на турския пълководец Али паша падат Шумен, Мадара, Свищов, Овеч. Обсадена е и Варна – главното пристанище на Добруджанското деспотство, но крепостта устоява на атаките. Въпреки това Иванко е принуден да се признае за васал на султана.

## Край на Добруджанското деспотство
В битката при Ровине на 17 май 1395 г. турците претърпяват поражение от влашкия войвода Мирчо Стари. Тъй като нито Иван Шишман, нито деспот Иванко изпращат военна помощ на султан Баязид I, той предприема наказателни действия срещу тях, довели до унищожаване на владенията им. По устна традиция се приема, че последната превзета крепост на Добруджанското деспотство е Калиакра, с чиято обсада е свързана не една легенда. Исторически извори дават основание да се предполага, че е възможно крепостта да е падала в турски ръце още преди 1395 г., но турците напълно налагат властта си в Добруджа едва към 1411 г. след отхвърлянето със сила на претенциите на влашкия войвода за нея. Събитията от втория кръстоносен поход на Владислав Варненчик силно засягат и турското господство в Добруджа през 1444 г.
Съдбата на деспот Иванко след унищожаването на владенията му е неизвестна.
Османците образуват от територията на бившето деспотство вилает Силистра.

## Династия на добруджанските владетели
|  |  |  |  |                         |                         | ?                       | ?                       | ?                       | ?                       | ?                         | ?                         |                           |                           |                           |                           |       |       | ?                    | ?                    | ?                       | ?                       | ?                       | ?                       |                         |                         |  |  |        |        |        |        |                                                |                                                |                                                |                                                |                                                      |                                                      |                                                      |                                                      |                                                      |                                                      |
|  |  |  |  |                         |                         | ?                       | ?                       | ?                       | ?                       | ?                         | ?                         |                           |                           |                           |                           |       |       | ?                    | ?                    | ?                       | ?                       | ?                       | ?                       |                         |                         |  |  |        |        |        |        |                                                |                                                |                                                |                                                |                                                      |                                                      |                                                      |                                                      |                                                      |                                                      |
|  |  |  |  |                         |                         |                         |                         |                         |                         |                           |                           |                           |                           |                           |                           |       |       |                      |                      |                         |                         |                         |                         |                         |                         |  |  |        |        |        |        |                                                |                                                |                                                |                                                |                                                      |                                                      |                                                      |                                                      |                                                      |                                                      |
|  |  |  |  |                         |                         |                         |                         |                         |                         |                           |                           |                           |                           |                           |                           |       |       |                      |                      |                         |                         |                         |                         |                         |                         |  |  |        |        |        |        |                                                |                                                |                                                |                                                |                                                      |                                                      |                                                      |                                                      |                                                      |                                                      |
|  |  |  |  | Балик (към 1320 – 1347) | Балик (към 1320 – 1347) | Балик (към 1320 – 1347) | Балик (към 1320 – 1347) | Балик (към 1320 – 1347) | Балик (към 1320 – 1347) |                           |                           | Тодор                     | Тодор                     | Тодор                     | Тодор                     | Тодор | Тодор |                      |                      | Добротица (1347 – 1385) | Добротица (1347 – 1385) | Добротица (1347 – 1385) | Добротица (1347 – 1385) | Добротица (1347 – 1385) | Добротица (1347 – 1385) |  |  |        |        |        |        | Дъщеря на византийския стратег Алексий Апокавк | Дъщеря на византийския стратег Алексий Апокавк | Дъщеря на византийския стратег Алексий Апокавк | Дъщеря на византийския стратег Алексий Апокавк | Дъщеря на византийския стратег Алексий Апокавк       | Дъщеря на византийския стратег Алексий Апокавк       |                                                      |                                                      |                                                      |                                                      |
|  |  |  |  | Балик (към 1320 – 1347) | Балик (към 1320 – 1347) | Балик (към 1320 – 1347) | Балик (към 1320 – 1347) | Балик (към 1320 – 1347) | Балик (към 1320 – 1347) |                           |                           | Тодор                     | Тодор                     | Тодор                     | Тодор                     | Тодор | Тодор |                      |                      | Добротица (1347 – 1385) | Добротица (1347 – 1385) | Добротица (1347 – 1385) | Добротица (1347 – 1385) | Добротица (1347 – 1385) | Добротица (1347 – 1385) |  |  |        |        |        |        | Дъщеря на византийския стратег Алексий Апокавк | Дъщеря на византийския стратег Алексий Апокавк | Дъщеря на византийския стратег Алексий Апокавк | Дъщеря на византийския стратег Алексий Апокавк | Дъщеря на византийския стратег Алексий Апокавк       | Дъщеря на византийския стратег Алексий Апокавк       |                                                      |                                                      |                                                      |                                                      |
|  |  |  |  |                         |                         |                         |                         |                         |                         |                           |                           |                           |                           |                           |                           |       |       |                      |                      |                         |                         |                         |                         |                         |                         |  |  |        |        |        |        |                                                |                                                |                                                |                                                |                                                      |                                                      |                                                      |                                                      |                                                      |                                                      |
|  |  |  |  |                         |                         |                         |                         |                         |                         |                           |                           |                           |                           |                           |                           |       |       |                      |                      |                         |                         |                         |                         |                         |                         |  |  |        |        |        |        |                                                |                                                |                                                |                                                |                                                      |                                                      |                                                      |                                                      |                                                      |                                                      |
|  |  |  |  |                         |                         |                         |                         |                         |                         | Иванко (1385 – след 1389) | Иванко (1385 – след 1389) | Иванко (1385 – след 1389) | Иванко (1385 – след 1389) | Иванко (1385 – след 1389) | Иванко (1385 – след 1389) |       |       | Tертер (Йоан Тертер) | Tертер (Йоан Тертер) | Tертер (Йоан Тертер)    | Tертер (Йоан Тертер)    | Tертер (Йоан Тертер)    | Tертер (Йоан Тертер)    |                         |                         |  |  | Дъщеря | Дъщеря | Дъщеря | Дъщеря | Дъщеря                                         | Дъщеря                                         |                                                |                                                | Син на византийския деспот на Загора Михаил Палеолог | Син на византийския деспот на Загора Михаил Палеолог | Син на византийския деспот на Загора Михаил Палеолог | Син на византийския деспот на Загора Михаил Палеолог | Син на византийския деспот на Загора Михаил Палеолог | Син на византийския деспот на Загора Михаил Палеолог |
|  |  |  |  |                         |                         |                         |                         |                         |                         | Иванко (1385 – след 1389) | Иванко (1385 – след 1389) | Иванко (1385 – след 1389) | Иванко (1385 – след 1389) | Иванко (1385 – след 1389) | Иванко (1385 – след 1389) |       |       | Tертер (Йоан Тертер) | Tертер (Йоан Тертер) | Tертер (Йоан Тертер)    | Tертер (Йоан Тертер)    | Tертер (Йоан Тертер)    | Tертер (Йоан Тертер)    |                         |                         |  |  | Дъщеря | Дъщеря | Дъщеря | Дъщеря | Дъщеря                                         | Дъщеря                                         |                                                |                                                | Син на византийския деспот на Загора Михаил Палеолог | Син на византийския деспот на Загора Михаил Палеолог | Син на византийския деспот на Загора Михаил Палеолог | Син на византийския деспот на Загора Михаил Палеолог | Син на византийския деспот на Загора Михаил Палеолог | Син на византийския деспот на Загора Михаил Палеолог |